# Cimetière de Bourigeole
Le cimetière de Bourigeole est un cimetière situé à Bourigeole, en France.

## Localisation
Le cimetière est situé sur la commune de Bourigeole, dans le département français de l'Aude.

## Historique
L'édifice est inscrit au titre des monuments historiques en 1948.